# Maximilien de Béthune, vévoda ze Sully
Maximilien de Béthune, vévoda ze Sully, baron a později markýz z Rosny (francouzsky Maximilien de Béthune, duc de Sully; 13. prosince 1560 Rosny u Mantes-la-Jolie – 22. prosince 1641 Villebon u Chartres) byl francouzský politik a vojevůdce, důvěrník krále Jindřicha IV. Pocházel z kalvinistické šlechtické rodiny, po Jindřichově boku bojoval v četných bitvách (dosáhl hodnosti maršála) a později zastával vysoké civilní úřady. V letech 1589–1611 byl prvním ministrem Francie, v letech 1600–1611 navíc superintendentem (tj. ministrem) financí. Zaváděl moderní administrativní metody a významně přispěl k centralizaci francouzského státu. Prvním vévodou ze Sully se stal roku 1606, jméno získal po zámku Sully-sur-Loire, který předtím zakoupil.